# Kaoru Kurisu
Kaoru Kurisu (栗栖 薫; クリス, カオル; 1955) é um neurocirurgião japonês, professor da Universidade de Hiroshima.
Obteve um M.D. e um Ph.D. na Universidade de Hiroshima. No pós-doutorado trabalhou com Asao Hirano no Montefiore Medical Center em Nova Iorque, o hospital universitário do Albert Einstein College of Medicine. Desde 1995 é diretor do Departamento de Neurocirurgia do Hospital Universitário da Universidade de Hiroshima. De acordo com a base de dados Scopus, tem um índice h de 43 (situação em outubro de 2020).
A Deutsche Gesellschaft für Neurochirurgie (DGNC) concedeu a Kurisu a Medalha Fedor Krause de 2020.